# Bósons W e Z
Em física de partículas, os bósons W e Z são bósons vetoriais que juntos são conhecidos como bósons fracos ou mais geralmente como bósons vetoriais intermediários. Essas partículas elementares medeiam a interação fraca; os respectivos símbolos são 
W+
, 
W−
, e 
Z0
. Os bósons 
W±
 têm uma carga elétrica positiva ou negativa de 1 carga elementar e são as antipartículas um do outro. O bóson 
Z0
 é eletricamente neutro e é sua própria antipartícula. Cada uma das três partículas tem spin igual a 1. Os bósons 
W±
 têm momento magnético, enquanto que o 
Z0
 não tem. Todas essas três partículas têm um tempo de vida muito curto, com meia-vida de cerca de 3×10−25 s. Sua descoberta experimental foi fundamental para estabelecer o que hoje é chamado de Modelo Padrão da física de partículas .
Os bósons 
W
 são assim nomeados devido à força fraca. O físico Steven Weinberg chamou a partícula adicional de "partícula 
Z
", e mais tarde deu a explicação de que era a última partícula adicional necessária para o modelo. Os bósons 
W
 já haviam sido nomeados, e os bósons 
Z
 foram nomeados por terem carga elétrica zero.
Os dois bósons 
W
 são os mediadores da absorção e emissão de neutrinos . Durante esses processos, a carga do bóson 
W±
 induz a emissão ou absorção de elétrons ou pósitrons, causando assim a transmutação nuclear .
O bóson 
Z
 medeia a transferência de momento, spin e energia quando os neutrinos se espalham elasticamente na matéria (um processo que conserva carga). Tal comportamento é quase tão comum quanto as interações inelásticas de neutrinos e pode ser observado em câmaras de bolhas sob irradiação com feixes de neutrinos. O bóson 
Z
 não está envolvido na absorção ou emissão de elétrons ou pósitrons. Sempre que um elétron é observado como uma nova partícula livre, movendo-se repentinamente com energia cinética, infere-se que é resultado de um neutrino interagindo com o elétron (com a transferência de momento via o bóson Z), uma vez que esse comportamento ocorre com mais frequência quando o feixe de neutrinos está presente. Nesse processo, o neutrino simplesmente atinge o elétron (pela troca de um bóson) e depois se espalha para longe dele, transferindo parte do momento do neutrino para o elétron.

## Propriedades básicas
Esses bósons estão entre os mais pesados das partículas elementares. Com massas entre 80.4 GeV/c2 e 91.2 GeV/c2, respectivamente, os bósons 
W
 e 
Z
 são quase 80 vezes mais massivos que o próton – mais pesados, até, que átomos inteiros de ferro.
Suas altas massas limitam o alcance da interação fraca. Em contraste, o fóton é o portador de força da força eletromagnética e tem massa zero, consistente com o alcance infinito do eletromagnetismo; também se espera que o hipotético gráviton tenha massa zero. (Embora se suponha que os glúons também tenham massa zero, o alcance da força de cor é limitado por diferentes razões; veja confinamento de cor.)
Todos os três bósons têm spin s = 1. A emissão de um bóson 
W+
 ou 
W−
 diminui ou aumenta a carga elétrica da partícula emissora em uma unidade e também altera o spin em uma unidade. Ao mesmo tempo, a emissão ou absorção de um bóson 
W±
 pode alterar o tipo da partícula – por exemplo, transformar um quark estranho em um quark up . O bóson Z neutro não pode alterar a carga elétrica de nenhuma partícula, nem pode alterar qualquer outra das chamadas "cargas" (como estranheza, número bariônico, charme, etc.). A emissão ou absorção de um bóson 
Z0
 só pode alterar o spin, o momento e a energia da outra partícula. (Veja também corrente neutra fraca.)

## Relações com a força nuclear fraca
Os bósons 
W
 e 
Z

O diagrama de Feynman para o decaimento beta de um nêutron em um próton, elétron e antineutrino do elétron através de um bóson intermediário

 são partículas portadoras que mediam a força nuclear fraca, assim como o fóton é a partícula portadora da força eletromagnética.

### Bósons W
Os bósons 
W±
 são mais conhecidos por seu papel no decaimento nuclear. Considere, por exemplo, o decaimento beta do cobalto-60.
6027Co → 6028Ni+ + 
e−
 + 
ν
e
Essa reação não envolve todo o núcleo de cobalto-60, mas afeta apenas um de seus 33 nêutrons. O nêutron é convertido em um próton enquanto também emite um elétron (chamado de partícula beta neste contexto) e um antineutrino do elétron:

n0
 → 
p+
 + 
e−
 + 
ν
e
Novamente, o nêutron não é uma partícula elementar, mas um composto de um quark up e dois quarks down (udd). É de fato um dos quarks down que interage no decaimento beta, transformando-se em um quark up para formar um próton (uud). No nível mais fundamental, então, a força fraca muda o sabor de um único quark:

d
 → 
u
 + 
W−

que é imediatamente seguido pelo decaimento do 
W−
 em si:

W−
 → 
e−
 + 
ν
e

### Bósons Z
O bóson 
Z0
 é sua própria antipartícula. Assim, todos os seus números quânticos de sabor e cargas são zero. A troca de um bóson 
Z
 entre partículas, chamada de interação de corrente neutra, portanto, deixa as partículas que interagem inalteradas, exceto por uma transferência de spin e/ou momento. Interações de bósons 
Z
 envolvendo neutrinos têm assinaturas distintas: elas fornecem o único mecanismo conhecido para dispersão elástica de neutrinos na matéria; neutrinos são quase tão propensos a se espalhar elasticamente (via troca de bósons 
Z
) como inelasticamente (via troca de bósons W). Correntes neutras fracas via troca de bósons 
Z
 foram confirmadas logo depois (também em 1973), em um experimento de neutrinos na câmara de bolhas Gargamelle no CERN.

## Previsões dos bósons W+, W−e Z0

Um diagrama de Feynman mostrando a troca de um par de bósons. Este é um dos principais termos que contribuem para a oscilação neutra de Kaon.

Após o sucesso da eletrodinâmica quântica na década de 1950, foram feitas tentativas para formular uma teoria semelhante para a força nuclear fraca. Isso culminou por volta de 1968 em uma teoria unificada do eletromagnetismo e interações fracas por Sheldon Glashow, Steven Weinberg e Abdus Salam, pela qual eles dividiram o Prêmio Nobel de Física de 1979. Sua teoria eletrofraca postulava não apenas os bósons 
W
 necessários para explicar o decaimento beta, mas também um novo bóson 
Z
 que nunca havia sido observado.
O fato de que os bósons 
W
 e 
Z
 têm massa enquanto os fótons não têm massa foi um grande obstáculo no desenvolvimento da teoria eletrofraca. Essas partículas são descritas com precisão por uma teoria de calibre SU(2), mas os bósons em uma teoria de calibre devem ser sem massa. Como um exemplo, o fóton não tem massa porque o eletromagnetismo é descrito por uma teoria de calibre U(1). Algum mecanismo é necessário para quebrar a simetria SU(2), dando massa ao 
W
 e 
Z
 no processo. O mecanismo de Higgs, proposto pela primeira vez pelos artigos de quebra de simetria PRL de 1964, cumpre esse papel. Ele requer a existência de outra partícula, o bóson de Higgs, que já foi encontrado no Grande Colisor de Hádrons (LHC). Dos quatro componentes de um bóson de Goldstone criado pelo campo de Higgs, três são absorvidos pelos bósons 
W+
, 
Z0
, e 
W−
 para formar seus componentes longitudinais, e o resto aparece como o bóson de Higgs de spin 0.
A combinação da teoria de calibre SU(2) da interação fraca, da interação eletromagnética e do mecanismo de Higgs é conhecida como modelo de Glashow-Weinberg-Salam. Hoje é amplamente aceito como um dos pilares do Modelo Padrão da física de partículas, particularmente devido à descoberta do bóson de Higgs em 2012 pelos experimentos CMS e ATLAS.
O modelo prevê que os bósons 
W±
 e 
Z0
 têm as seguintes massas:
{\displaystyle {\begin{aligned}m_{{\text{W}}^{\pm }}&={\tfrac {1}{2}}vg\\m_{{\text{Z}}^{0}}&={\tfrac {1}{2}}v{\sqrt {g^{2}+{g'}^{2}}}\end{aligned}}}
Onde {\displaystyle g} é o acoplamento de calibre SU(2), {\displaystyle g'} é o acoplamento de calibre U(1), e {\displaystyle v} é o valor esperado do vácuo de Higgs.

## Descoberta

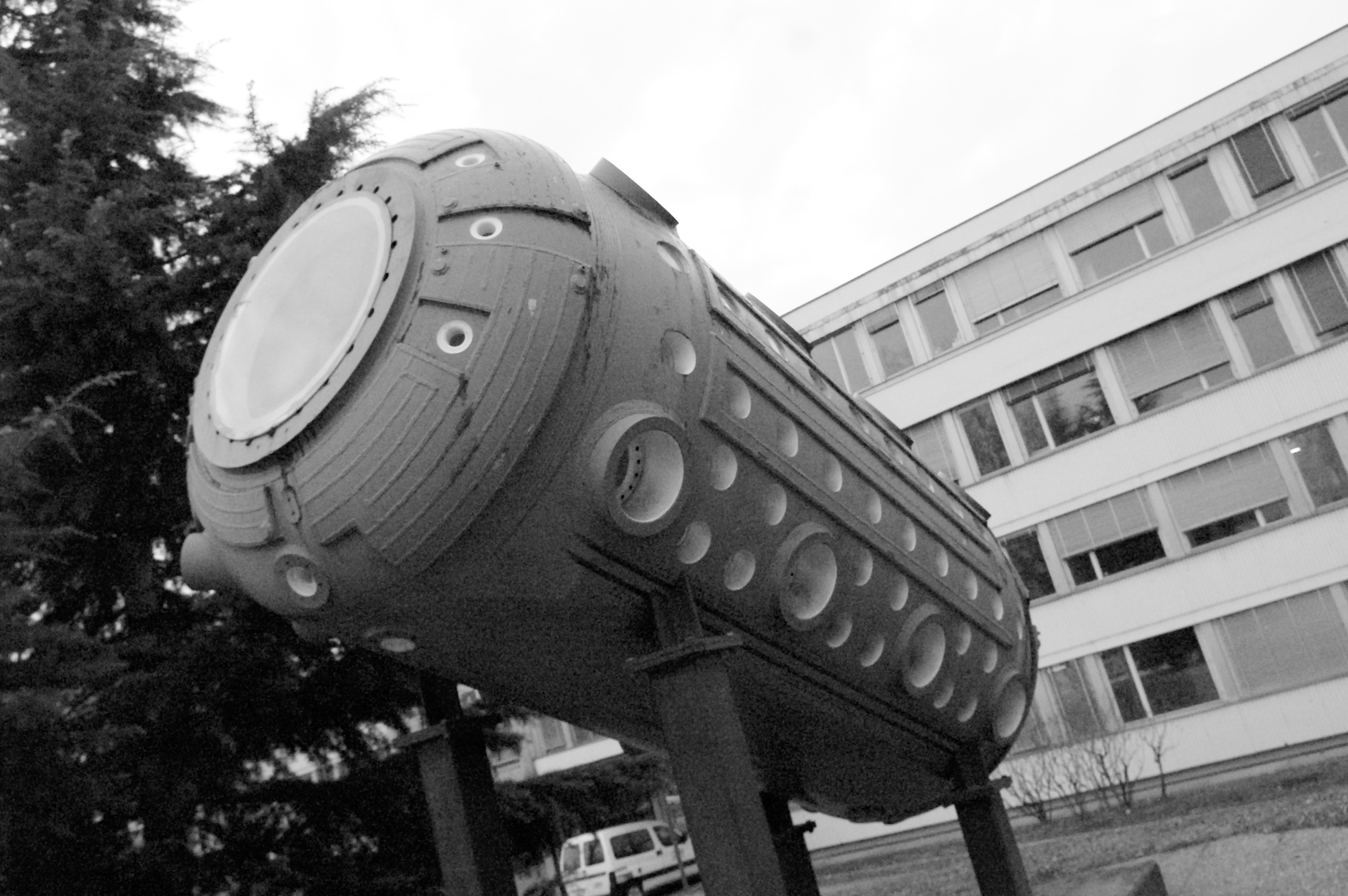
A câmara de bolhas Gargamelle, agora exibida no CERN

Ao contrário do decaimento beta, a observação de interações de corrente neutra que envolvem outras partículas além dos neutrinos requer grandes investimentos em aceleradores e detectores de partículas, como os disponíveis em apenas alguns laboratórios de física de altas energias no mundo (e somente depois de 1983). Isto é porque os bósons 
Z
 se comportam da mesma maneira que os fótons, mas não se tornam importantes até que a energia da interação seja comparável com a massa relativamente grande do bóson 
Z
.
A descoberta dos bósons 
W
 e 
Z
 foi considerada um grande sucesso para o CERN. Primeiro, em 1973, veio a observação de interações de corrente neutra conforme previsto pela teoria eletrofraca. A enorme câmara de bolhas Gargamelle fotografou os rastros de alguns elétrons começando a se mover de repente, aparentemente por vontade própria. Isso é interpretado como um neutrino interagindo com o elétron pela troca de um bóson 
Z
 invisível. O neutrino é indetectável de qualquer outra forma, então o único efeito observável é o momento transmitido ao elétron pela interação.
A descoberta dos próprios bósons 
W
 e 
Z
 teve que esperar pela construção de um acelerador de partículas poderoso o suficiente para produzi-los. A primeira máquina desse tipo que se tornou disponível foi o Super Proton Synchrotron, onde sinais inequívocos de bósons W foram vistos em janeiro de 1983 durante uma série de experimentos possibilitados por Carlo Rubbia e Simon van der Meer. Os experimentos reais foram chamados de UA1 (liderado por Rubbia) e UA2 (liderado por Pierre Darriulat), e foram o esforço colaborativo de muitas pessoas. Van der Meer foi a força motriz na extremidade do acelerador (resfriamento estocástico). UA1 e UA2 encontraram o bóson 
Z
 alguns meses depois, em maio de 1983. Rubbia e van der Meer foram prontamente agraciados com o Prêmio Nobel de Física de 1984, um passo muito incomum para a conservadora Fundação Nobel.
Os bósons 
W+
, 
W−
, e 
Z0
, juntamente com o fóton (
γ
), compreendem os quatro bósons de calibre da interação eletrofraca.

## Medição inesperada da massa do bóson W em 2022
Antes de 2022, as medições da massa do bóson W pareciam ser consistentes com o Modelo Padrão. Por exemplo, em 2021, as medições experimentais da massa do bóson W foram convergiam em torno de 80.379 ± 12 MeV.
No entanto, em abril de 2022, uma nova análise dos dados obtidos pelo colisor Fermilab Tevatron antes de seu fechamento em 2011 determinou que a massa do bóson W era de 80.433 ± 9 MeV, sete desvios padrão acima do previsto pelo Modelo Padrão, o que significa que se o modelo estiver correto deve haver apenas um trilionésimo de chance de que uma massa tão grande surja por erro observacional não sistemático. De acordo com Ashutosh Kotwal da Duke University e o líder do Collider Detector na colaboração do Fermilab, a luminosidade do feixe mais baixa usada reduziu a chance de eventos de interesse serem obscurecidos por outras colisões e que o uso de colisões próton-antipróton simplifica o processo de aniquilação quark-antiquark, que então decaiu para dar um lépton e um neutrino. A equipe deliberadamente criptografou seus dados e reteve quaisquer resultados preliminares até que a análise fosse concluída, para evitar que o "viés de confirmação" distorcesse sua interpretação dos dados. Kotwal a descreveu como a "maior rachadura nesta bela teoria", especulando que poderia ser a "primeira evidência clara" de outras forças ou partículas não explicadas pelo Modelo Padrão e que podem ser explicadas por teorias como a supersimetria. O físico teórico vencedor do Nobel Frank Wilczek descreveu o resultado como uma "obra monumental".
Além de ser inconsistente com o Modelo Padrão, a nova medição também é inconsistente com medições anteriores, como ATLAS. Isso sugere que tanto as medições antigas quanto as novas, apesar de todas as precauções, apresentam um erro sistemático inesperado, como uma peculiaridade não detectada no equipamento. Experimentos futuros com o LHC podem ajudar a determinar qual conjunto de medições, se houver, é o correto. O vice-diretor do Fermilab, Joseph Lykken, reiterou que "...a (nova) medição precisa ser confirmada por outro experimento antes que possa ser totalmente interpretada". Matthias Schott, da Universidade de Mainz, comentou que "não acho que tenhamos que discutir qual nova física poderia explicar a discrepância entre o CDF [Collider Detector no Fermilab] e o Modelo Padrão - primeiro temos que entender por que a medição do CDF está em forte tensão com todas as [outras medições]".

## Decaimento
Os bósons 
W
 e 
Z
 decaem em pares de férmions, mas nem o 
W
 nem o 
Z
 têm energia suficiente para decair no quark top de maior massa. Desprezando os efeitos do espaço de fase e correções de ordem superior, estimativas simples de suas razões de ramificação podem ser calculadas a partir das constantes de acoplamento .

### Bósons W
Bósons 
W
 podem decair em um lépton e um antilépton (um deles carregado e outro neutro) ou em um quark e antiquark de tipos complementares (com cargas elétricas opostas ±+1⁄3 e ∓+2⁄3). A largura de decaimento do bóson W para um par quark-antiquark é proporcional ao elemento quadrado da matriz CKM correspondente e ao número de cores de quark, {\displaystyle N_{\text{C}}=3.} As larguras de decaimento para o bóson W+ são então proporcionais a:
Aqui, 
e+
, 
μ+
, 
τ+
 denotam os três sabores de léptons (mais exatamente, os antiléptons carregados positivamente). 
ν
e, 
ν
μ, 
ν
τ denotam os três sabores de neutrinos. As outras partículas, começando com 
u
 e 
d
, denotam quarks e antiquarks (o fator NC é aplicado). Os vários {\displaystyle \,V_{ij}\,} denotam os coeficientes da matriz CKM correspondentes.
A unitariedade da matriz CKM implica que {\displaystyle ~|V_{\text{ud}}|^{2}+|V_{\text{us}}|^{2}+|V_{\text{ub}}|^{2}~=~}{\displaystyle ~|V_{\text{cd}}|^{2}+|V_{\text{cs}}|^{2}+|V_{\text{cb}}|^{2}=1~,} assim, cada uma das duas linhas de quarks se somam para 3. Portanto, as razões de ramificação leptônica do bóson W são aproximadamente {\displaystyle \,B(\mathrm {e} ^{+}\mathrm {\nu } _{\mathrm {e} })=\,}{\displaystyle \,B(\mathrm {\mu } ^{+}\mathrm {\nu } _{\mathrm {\mu } })=\,}{\displaystyle \,B(\mathrm {\tau } ^{+}\mathrm {\nu } _{\mathrm {\tau } })=\,}⁠1/9⁠. A razão de ramificação hadrônica é dominada pelos estados finais 
u

d
 e 
c

s
 favorecidos pela CKM. A soma das razões de ramificação hadrônica foi medida experimentalmente para ser 67.60±0.27, com {\displaystyle \,B(\ell ^{+}\mathrm {\nu } _{\ell })=\,} 10.80±0.09% .

### Bóson Z0
Bósons 
Z
 decaem em um férmion e sua antipartícula. Enquanto o bóson 
Z0
 é uma mistura dos bósons 
W0
 e 
B0
 pré-quebra de simetria (veja ângulo de mistura fraco), cada fator de vértice inclui um fator {\displaystyle ~T_{3}-Q\sin ^{2}\,\theta _{\text{W}}~,} onde {\displaystyle \,T_{3}\,} é o terceiro componente do isospin fraco do férmion (a "carga" para a força fraca), {\displaystyle \,Q\,} é a carga elétrica do férmion (em unidades da carga elementar ), e {\displaystyle \;\theta _{\text{W}}\;} é o ângulo de mistura fraco. Porque o isospin fraco {\displaystyle (\,T_{3}\,)} é diferente para férmions de quiralidade diferente, seja levógiro ou dextrógiro, o acoplamento também é diferente.
As forças relativas de cada acoplamento podem ser estimadas considerando que as taxas de decaimento incluem o quadrado desses fatores e todos os diagramas possíveis (por exemplo, soma sobre famílias de quarks e contribuições levógiras e dextrógiras). Os resultados tabelados abaixo são apenas estimativas, pois incluem apenas diagramas de interação em nível de árvore na teoria de Fermi.
Aqui, L e R denotam a quiralidade esquerda ou direita dos férmions, respectivamente.
* O decaimento impossível em um par top quark-antiquark é deixado de fora da tabela. A massa do quark 
t
 mais um 
t
 é maior que a massa do bóson 
Z
, por isso não tem energia suficiente para decair em um par de quarks 
t

t
.
Em 2018, a colaboração CMS observou o primeiro decaimento exclusivo do bóson Z para um méson ψ e um par lépton-antilépton.